# Matthias Musche
Matthias Musche (ur. 18 lipca 1992) – niemiecki piłkarz ręczny grający w SC Magdeburg oraz w reprezentacji Niemiec w piłce ręcznej mężczyzn.